# Nothomiza cinerascens
Nothomiza cinerascens là một loài bướm đêm trong họ Geometridae.